# Elouise Cobell
Elouise Cobell (5 de novembre de 1945 - 16 d'octubre de 2011) va ser una economista blackfoot graduada en dret i economia a la Universitat de Montana. També fou Directora executiva de la Native American Community Development Corporation, organització afiliada al Native American Bank, i des del 1997 presidenta del Blackfeet National Bank, des d'on va lluitar pel desenvolupament econòmic de la reserva Blackfoot. Fou la principal demandant en la demanda sense precedents Cobell v. Salazar (2009). Aquest va desafiar la mala administració dels fons fiduciaris que pertanyien a més de 500.000 amerindis dels Estats Units. Ella va seguir el cas de 1996, desafiant el govern per tenir en compte les taxes d'arrendament de recursos.